# Statue de Godefroid de Bouillon
La statue de Godefroy de Bouillon est une sculpture en bronze qui fut réalisée par Eugène Simonis. Elle se dresse au milieu de la place Royale à Bruxelles. Inaugurée le 15 août 1848, ce fut la première statue équestre à orner Bruxelles.

## Description
La statue en bronze se dresse sur un haut socle elliptique en pierre bleue d'Arquennes conçu par l'architecte Tilman-François Suys. Le héros est représenté au moment où il part pour la première croisade : il brandit l'étendard et crie « Dieu le veut ! ».
En 1897, on a encastré deux bas-reliefs en bronze du sculpteur Guillaume De Groot dans le piédestal. L'un représente « l'assault de Jérusalem » conduit par Godefroid de Bouillon qui prit la ville le 15 juillet 1099. L'autre représente « les Assises de Jérusalem », recueil de lois et d'ordonnances qui n'ont jamais été promulguées par Godefroid.

## Histoire
Lors de la création de la place Royale, on y érigea une statue de Charles Alexandre de Lorraine. Elle fut renversée en 1794 et fondue pour être transformée en monnaie. La place resta plusieurs dizaines d'années vierge de toute statue. On ne sait trop quand prit corps l'idée d'y ériger une statue de Godefroid de Bouillon. Elle était dans l'air du temps, à une époque où la jeune Belgique était à la recherche de repères patriotiques.
Lorsque la Chambre débattit du projet en 1842, les choses n'allèrent pas sans mal, certains parlementaires étant réticents à l'idée que le budget alloué au projet ne soit dépassé. Eugène Simonis avait conçu un projet qui fut examiné par une commission de la Chambre. En 1843, le contrat lui échut : une sculpture en bronze de douze tonnes, exécutée en deux parties, et qui mesurerait cinq mètres de haut sans l'étendard. Ce n'est qu'en 1846 qu'un arrêté royal fixa définitivement l'emplacement de la statue à la place Royale.
La réalisation de l'œuvre faillit être compromise. Comme il n'existait en Belgique aucune fonderie capable de mener à bien un travail de cette envergure, l'ouvrage fut confié à un fondeur parisien, puis, après sa faillite, à un deuxième. Lorsque la révolution française de 1848 éclata, la statue « royale » encourut la colère de quelques émeutiers, qui voulurent la détruire. Pour les en dissuader, on leur raconta qu'il s'agissait de la « statue d'un général républicain ayant délivré le tombeau du Christ des mains des tyrans ». La statue fut inaugurée le 15 août 1848 (sur le socle, on lit le 24). Les inscriptions furent ajoutées en 1880. Quant aux bas-reliefs de Guillaume De Groot, commandés en 1874, ils ne furent placés qu'en 1897, près de cinquante ans après l'inauguration.

## Polémiques

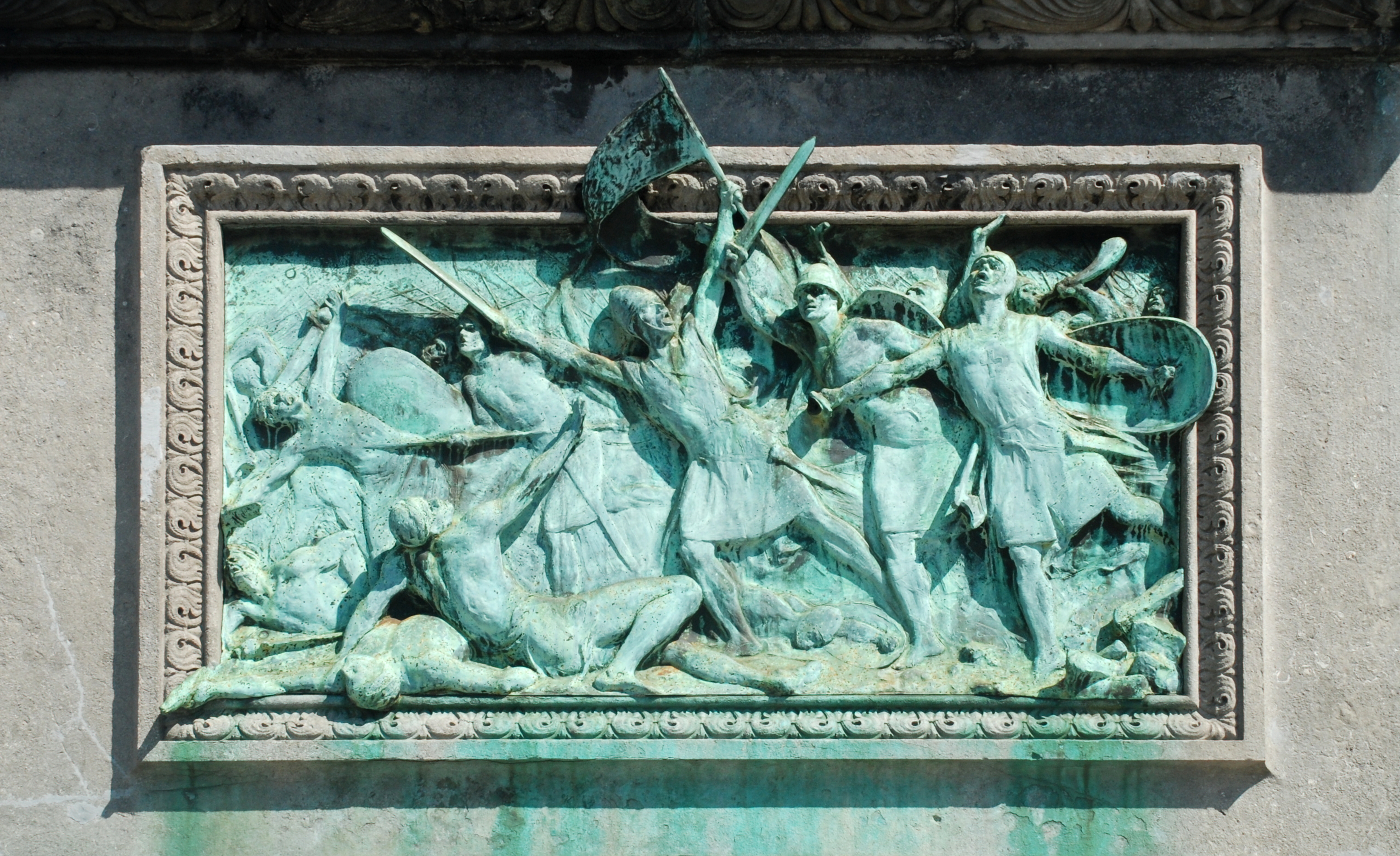
Bas-relief représentant l'assaut de Jérusalem.

La statue fit l'objet de plusieurs polémiques. En 1851, Simonis fut accusé à tort de plagiat : on lui reprochait d'avoir copié une statue équestre de Carlo Marochetti représentant Richard Cœur de Lion. Certains, notamment Antoine Wiertz, lui reprochèrent par ailleurs d'avoir représenté un personnage dans le costume de son époque plutôt qu'à l'antique. D'autres, par contre, lui imputèrent des inexactitudes historiques : le héros porte une couronne alors qu'il n'était pas roi mais avoué du Saint-Sépulcre. On déplora aussi que les armoiries soient anachroniques, chose dont Simonis n'était pas responsable, car ces armoiries lui avaient été imposées.

## Signification
L'érection de la statue s'inscrit dans une période charnière de l'histoire de la sculpture en Belgique. Elle véhicule un double message, esthétique et politique.
Elle représente d'abord une rupture avec l'esthétique néoclassique, incarnée par la statue de Charles de Lorraine, représenté en imperator romain qui l'avait précédée sur la place Royale. Dans les années 1840, l'Antiquité n'est plus à la mode. La statue de Godefroid de Bouillon est une référence au passé médiéval que le romantisme affectionne. Une nouvelle statue de Charles de Lorraine, qui fut réalisée par Louis Jehotte en 1848 et édifiée devant son palais sur la place du Musée, ne le représente d'ailleurs plus en tenue romaine, mais en habits d'époque.
La statue de Godefroid de Bouillon correspond également à un moment de l'histoire politique de la Belgique. Roel Jacobs fait judicieusement remarquer que l'érection du monument coïncide avec la courte période dite d'Unionisme regroupant les familles politiques catholique et libérale. Quelques années plus tard, après la fracture entre ces deux groupes, un croisé aurait été trop marqué politiquement pour encore être un héros susceptible de rassembler les Belges des deux bords.
En 1839, François Stroobant, dans son ouvrage sur les Monuments et vues de Bruxelles, résuma fort bien les considérations qui présidèrent à l'érection de la statue de Godefroid de Bouillon :
On s'est proposé de relever cette statue à la romaine (note : c'est-à-dire de replacer une statue de Charles de Lorraine sur la place Royale) comme si les arts, qui se rapprochent aujourd'hui de la vérité, reculaient en Belgique. Espérons qu'un monument viendra embellir la Place royale, mais qu'il sera consacré à la mémoire d'un Belge ; et notre histoire en possède qui sont bien plus grands que lui. Godefroid de bouillon, ce géant de moyen âge, enfant du Brabant, réclame cette place d'honneur.

## Restauration
Le monument fut restauré en 1989-1990. La structure interne en fer de la statue était rouillée et avait contaminé la carapace extérieure de bronze qui, du reste, était trouée en plusieurs endroits.

## Accessibilité
| ___ | Ce site est desservi par les stations de métro : Gare Centrale et Parc. |